# Albert Jedwabski
Albert Jedwabski (polnisch Wojciech Jedwabski) (* 28. November 1890 in Lalkau; † 15. April 1967 in Danzig) war ein polnischer Politiker in Danzig und NS-Opfer.
Albert Jedwabski war Schmied und arbeitete seit 1919 als Angestellter der polnischen Berufsvereinigung. Im Jahre 1918 war er Teilnehmer des Posener Aufstandes. In den Verhandlungen in Paris zum Friedensvertrag von Versailles nahm er gemeinsam mit Bonifatius Łangowski und Frank Kubacz auf der polnischen Seite teil. Von 1920 bis 1927 gehörte er dem Volkstag, dem Parlament der Freien Stadt Danzig, an.
Nach der Machtergreifung der Nationalsozialisten war er der Verfolgung ausgesetzt. Seit dem 1. September 1939 war er in Haft, zuerst in der Viktoria-Schule, danach in einer Kaserne in Neufahrwasser. Von Januar 1940 bis 1945 war er im KZ Stutthof, im KZ Gusen, im KZ Dachau (Zugang am 15. August 1940, „Schutzhaft“, Häftlingsnummer 14540), im KZ Sachsenhausen und im KZ Mauthausen. Nach der Befreiung war er bis 1946 im Lazarett und kehrte dann nach Danzig zurück.